# Janus Nabil Bakrawi
Janus Nabil Bakrawi född 23 december 1974, dansk skådespelare, son till en polsk mor och palestinsk far, utbildad vid Skandinaviska Teaterskolan 1995. 

## Filmografi (urval)
- 1998 - Nattens engel
- 1999 - Pizza King
- 2002 - Klatretøsen
- 2003 - Tvilling
- 2004–2006 – Örnen (TV-serie)
- 2009 - Brottet II